# Friedhof Westhausen

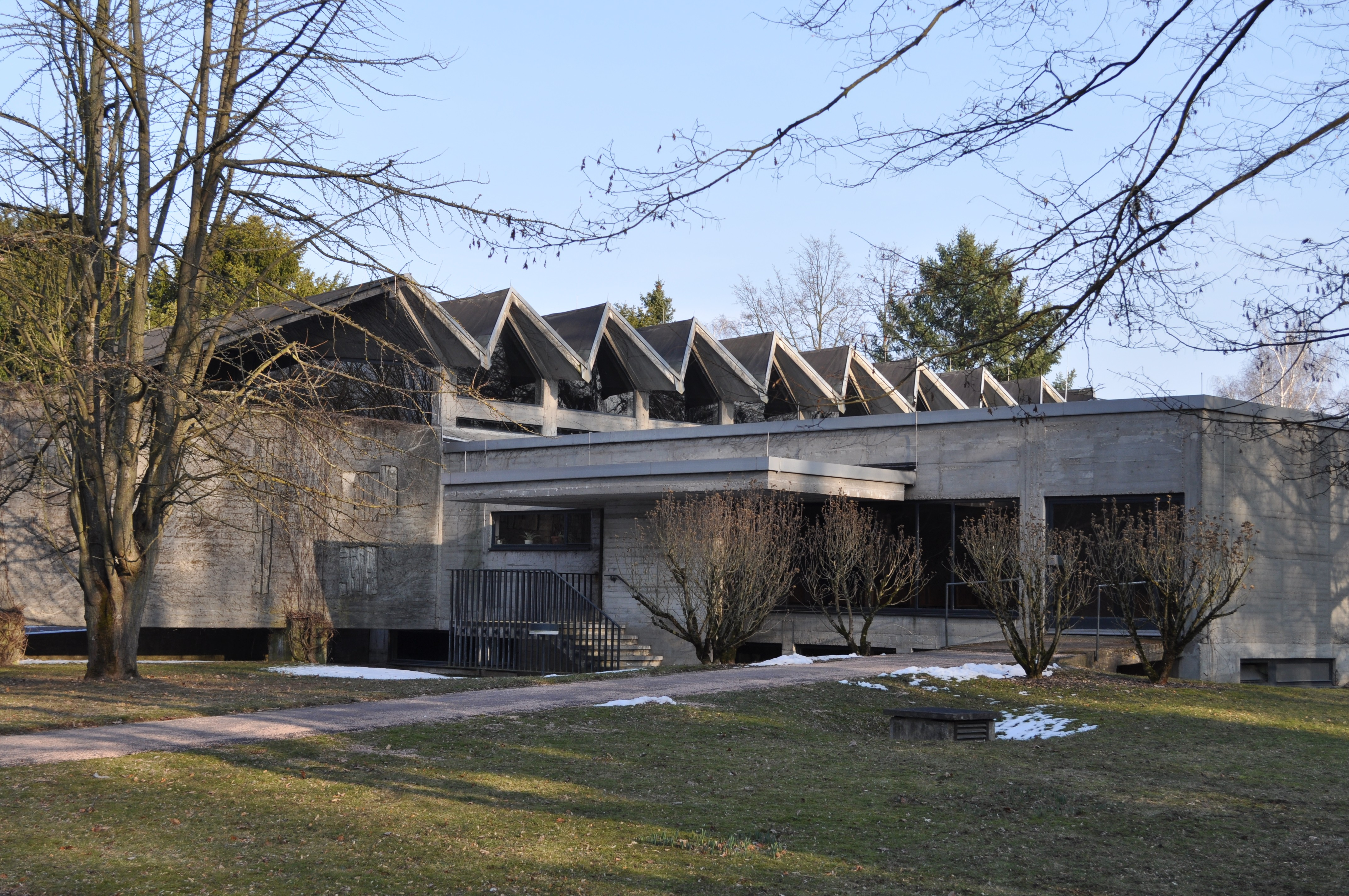
Trauerhalle

Der Friedhof Westhausen liegt am Rande der Siedlung Westhausen in Frankfurt-Praunheim. Er wurde im Jahr 1952 eingeweiht und hat eine Größe von 22,2 Hektar.
Im Jahr 1960 entstand die von Bildhauer Otto Herbert Hajek und Architekt Günter Bock gestaltete Trauerhalle mit einer angrenzenden, 75 Meter langen Stahlbetonmauer im Stile des Brutalismus. Die Konstellation löste zu Baubeginn heftige Diskussionen aus, da die Mauer und der Trauerhallenbereich nach Auffassung des Architekten den Trauerzug baulich begleiten, aber nicht den Mittelpunkt darstellen sollen.
Es existieren Rasengräber, bei denen Grabsteine auf angelegte Fundamentplatten gestellt werden, eine Urnengemeinschaftsanlage, ein Baumhain für einzelne Urnengräber und eine Urnenstele mit Nischen. Insgesamt gibt es 11.370 Grabstellen.

## Cimitero di Guerra Italiano
Ein Teilstück des Friedhofes, der Cimitero di Guerra Italiano, ist einer von vier Ehrenfriedhöfen für italienische Kriegsopfer in Deutschland, die in den 1950er Jahren entstanden. Seit 1957 ruhen dort 4788 italienische Gefallene. Die meisten der dort beerdigten Menschen waren Soldaten, die ab 1943 als italienische Militärinternierte Zwangsarbeit in Deutschland leisten mussten.

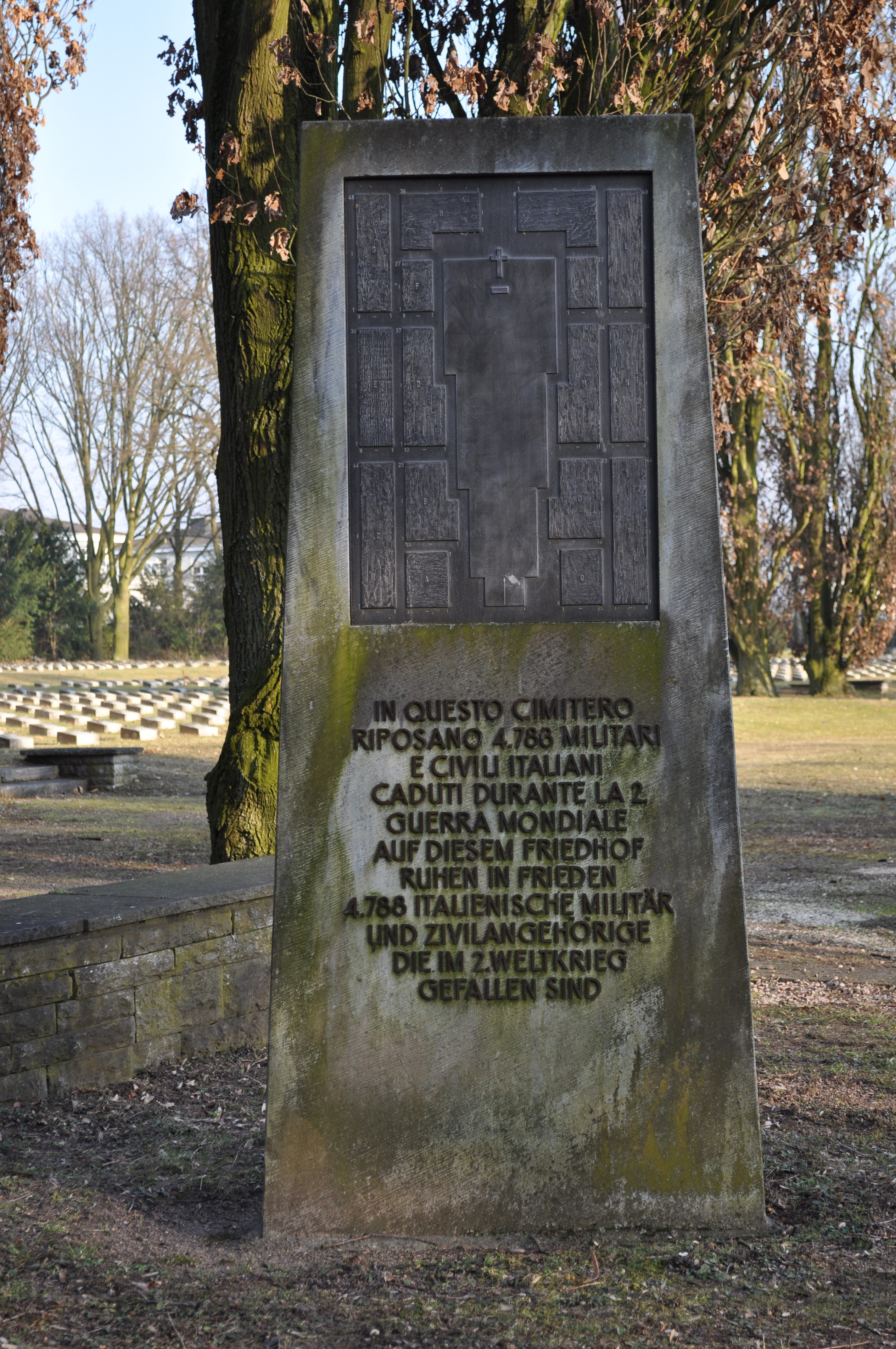
Gedenkstein italienischer Soldatenfriedhof
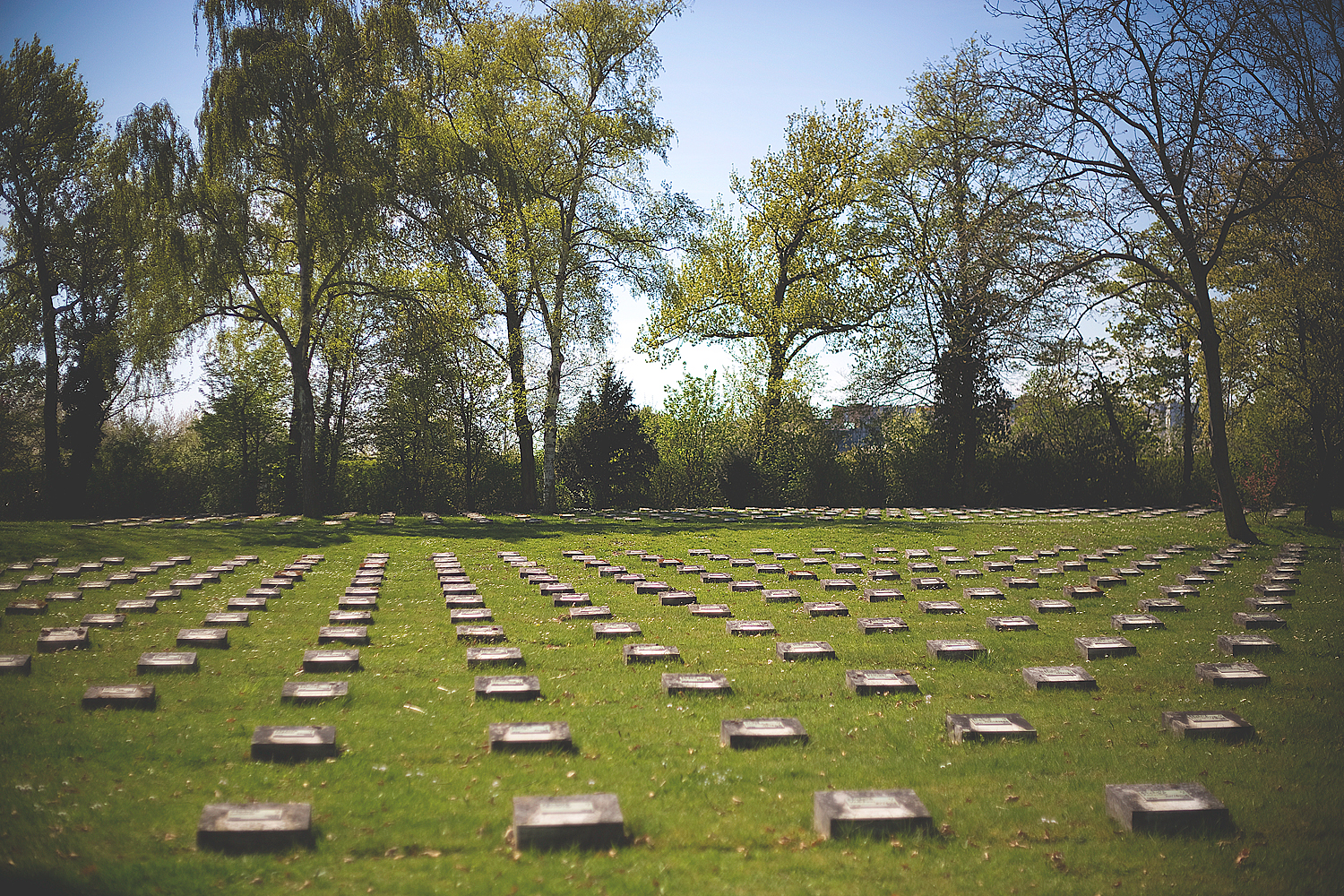
Gräber italienischer Kriegsgefallener
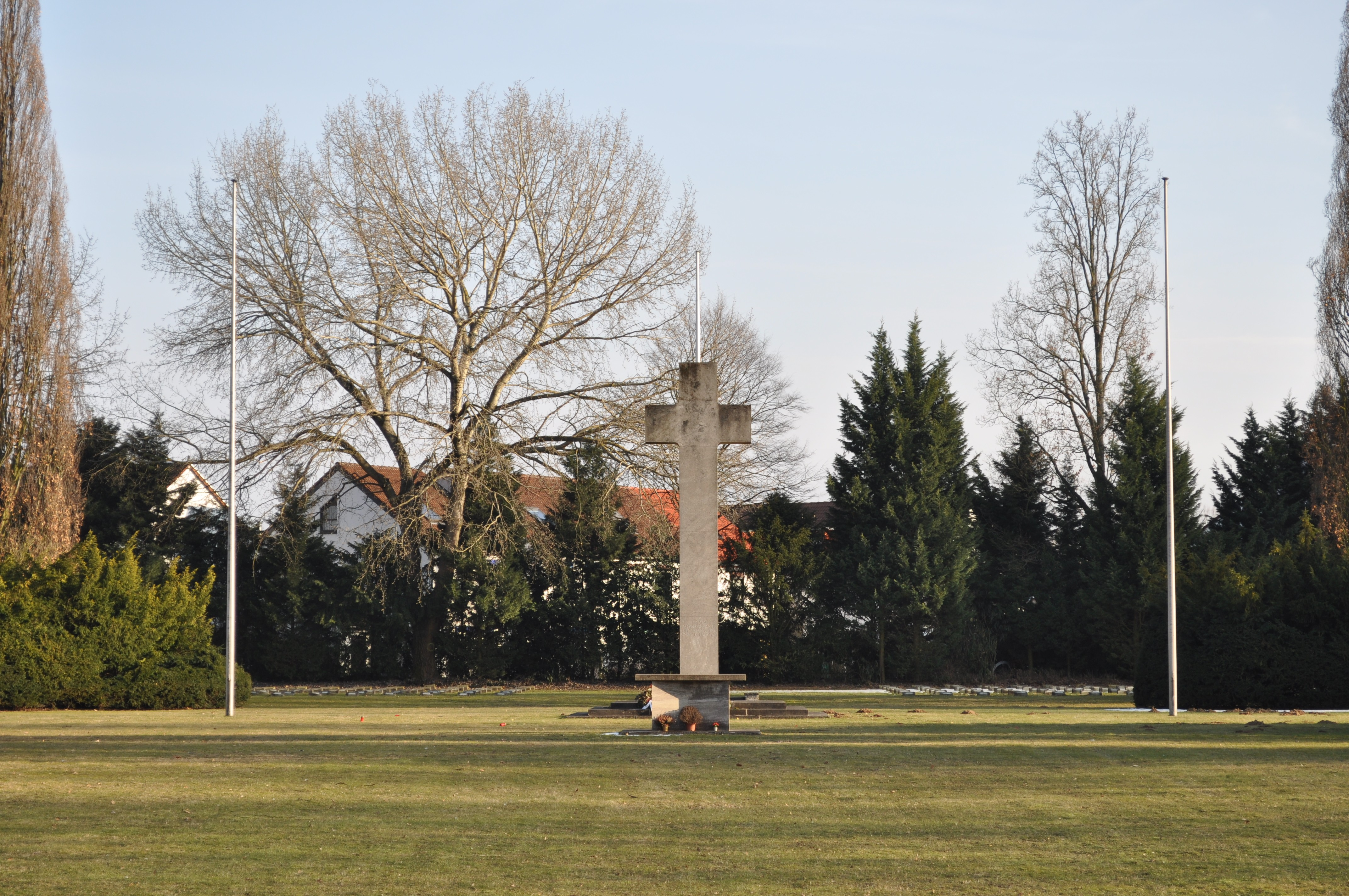
Altar des italienischen Soldatenfriedhofs
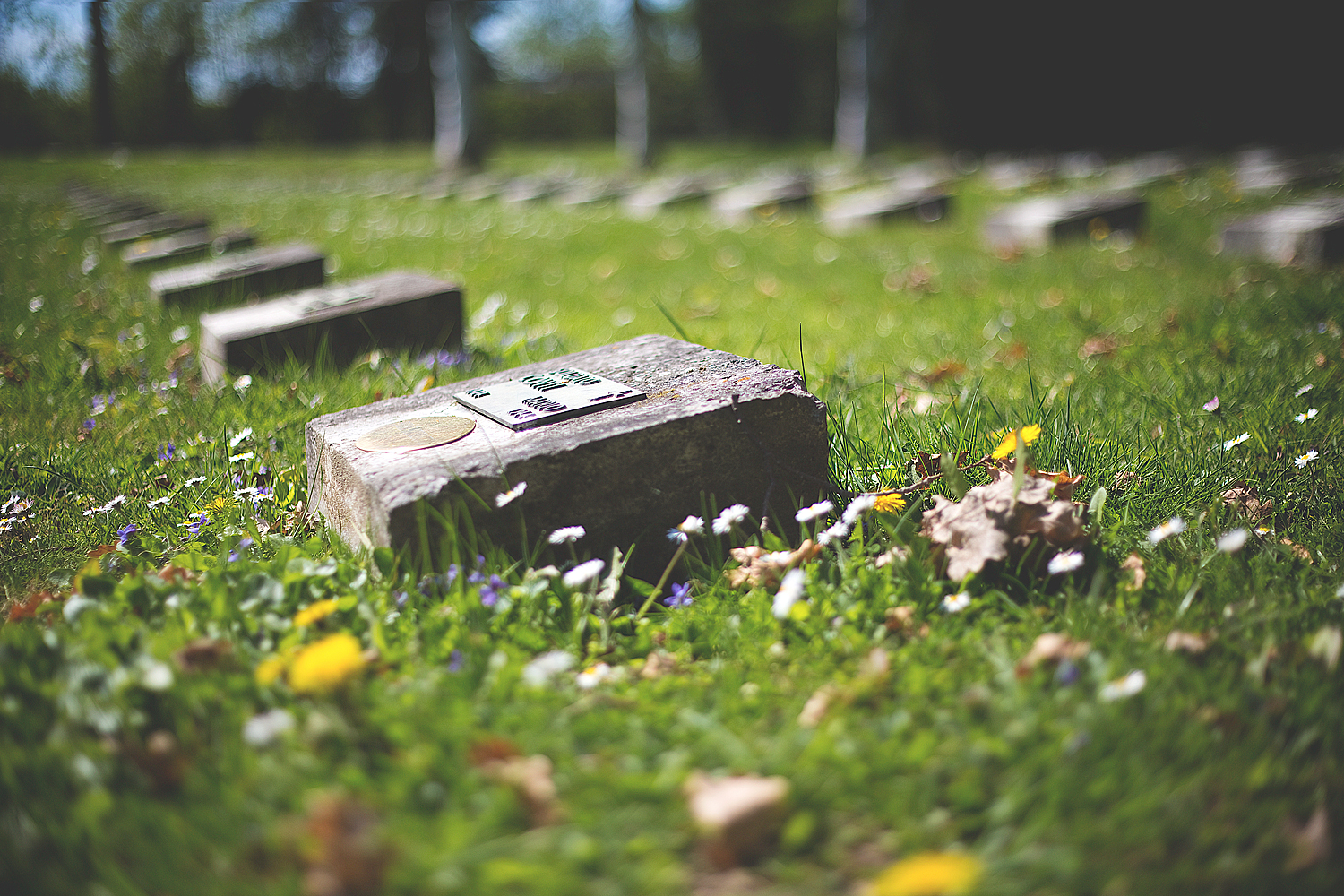
Grabmal des italienischen Ehrenfriedhofs